# Erysiphe convolvuli
Erysiphe convolvuli är en svampart som beskrevs av DC. 1805. Erysiphe convolvuli ingår i släktet Erysiphe och familjen Erysiphaceae.  Arten är reproducerande i Sverige. Inga underarter finns listade i Catalogue of Life.